# 대한민국 민사소송법 제296조
대한민국 민사소송법 제296조는 외국에서 시행하는 증거조사에 대한 민사소송법 조문이다.

## 조문
제296조【외국에서 시행하는 증거조사】
①외국에서 시행할 증거조사는 그 나라에 주재하는 대한민국 대사·공사·영사 또는 그 나라의 관할 공공기관에 촉탁한다.
②외국에서 시행한 증거조사는 그 나라의 법률에 어긋나더라도 이 법에 어긋나지 아니하면 효력을 가진다.

## 같이 보기
- 특별재판적
- 보통재판적
- 재산권